# Parque nacional Glacier (Canadá)
El Parque Nacional del Glaciar es uno de los siete parques nacionales en la Columbia Británica, Canadá. Protege una porción de las montañas de Columbia Británica. También contiene el Paso Rogers, Centro Histórico Nacional. Contiene muchas zonas glaciares.

## Terreno
Los glaciares cubren gran parte del difícil terreno del parque, que está dominada por diez picos que van desde 2600 a 3390 metros de altura.

## Paso Rogers
El paso fue descubierto por la Gran AB Rogers en 1881. Cinco años más tarde, la Canadian Pacific Railway inició la construcción de un ferrocarril a través de la dura naturaleza, y en sus alrededores fue designada una reserva nacional. En 1885 el ferrocarril estaba listo para hacer frente a las montañas Selkirk. Pero en 1910, mientras limpiaban una diapositiva, una avalancha cayó por el otro lado de la montaña, obligando a que el ferrocarril aceptara la derrota. Hoy en día, la Trans-Canada Highway funciona a través del Paso Rogers. 